# Ускользающая красота
«Ускользающая красота» (англ. Stealing Beauty) — драматический фильм режиссёра Бернардо Бертолуччи, вышедший в 1996 году.

## Сюжет
В переводе с итальянского название этого фильма звучит иначе — «Я танцую сама по себе». Прекрасная юная американка (Лив Тайлер) после самоубийства матери, известной поэтессы и топ-модели, отправляется в Италию. Ей предстоит провести лето на вилле давних друзей семьи, расположенной на фоне живописных тосканских холмов. В свои девятнадцать лет Люси — девственница, и она мечтает получить свой первый опыт с человеком, который четыре года назад подарил ей первый поцелуй и который, как она считает, написал ей лучшее в её жизни письмо. Также она хочет узнать, кто же является её настоящим отцом — в дневнике её матери есть запись о её близости с неназванным мужчиной в августе 1975 года, в результате которой на свет появилась Люси.

## В ролях
- Лив Тайлер — Люси Хэрмон
- Джереми Айронс — Алекс Пэрриш
- Джозеф Файнс — Кристофер Фокс
- Шинейд Кьюсак — Диана Грэйсон
- Карло Чекки[итал.] — Карло Лиска
- Рэйчел Вайс — Миранда Фокс
- Стефания Сандрелли — Ноэми
- Жан Маре — М. Гийом
- Иньяцио Олива — Освальдо Донати
- Джейсон Флеминг — Грегори